# Legbo
Die Sprache Legbo, vor allem auch Gbo (seltener auch agbo, gbo, igbo, imaban, itigidi; ISO 639-3: agb), ist eine von 68 Cross-River-Sprachen aus der Untergruppe der Legbo-Sprachen, die von insgesamt 60.000 Personen (1989) in den nigerianischen Bundesstaaten Cross River und Ebonyi gesprochen wird.
Sie zählt zu den bantoiden Cross-Sprachen.